# Empire (Ohio)
Pour les articles homonymes, voir Empire (homonymie).
Empire est un village américain situé dans le comté de Jefferson, dans l'Ohio. Selon le recensement de 2010, sa population est de 299 habitants.